# Szuginami
Szuginami (杉並区 Suginami-ku) a japán főváros, Tokió egyik kerülete. Önmagát Szuginami városának is nevezi. 

## Földrajz
Szuginami Tokió nyugati felén helyezkedik el. Keletről Sibuja és Nakano határolják, északon Nerima, délen pedig Szetagaja. Nyugati szomszédai Mitaka és Muszasino városai. 
Szuginamin keresztül folyik a Kanda folyó. A Zenpukudzsi folyó a Szuginami nyugati részén található Zenpukudzsi Parkból ered. A Mjosodzsi folyó a kerület északi részén lévő Mjosodzsi nevű parkból ered és egészen az ogikubói vasútállomásig folyik. 

## Történelem
A Szuginami név a korai Edo-korra eredeztethető vissza. Az eredetileg "Szuginamiki", azaz a "cédrus fasor" rövidített változata lett Szuginami. Az eredeti nevét akkor kapta, amikor az egykori földesúr, Tadajosi Okabe, cédrus fákat ültetett, hogy kijelölje a földjének a határait.
A kerületet 1947. március 15-én alapították.
1970-ben 40 középiskolás lett kitéve fotokémiai szmognak és kórházi kezelésre szorultak. A baleset az egész ország figyelmét felkeltette és felhívta a figyelmet a környezet szennyezés veszélyeire.

## Körzetek
A következő városrészek alkotják Szuginamit. 
- Amanuma
- Aszagaja
- Aszagaja-Kita
- Aszagaja-Minami
- Eifuku
- Hamadajama
- Hon-Amanuma
- Honan
- Horinócsi
- Igusza
- Imagava
- Izumi
- Kami-Igusza
- Kami-Takaido
- Kamiogi
- Koendzsi
- Koendzsi-Kita
- Koendzsi-Minami
- Kugajama
- Macunoki
- Minami-Ogikubo
- Mijamae
- Momoi
- Narita-Higasi
- Narita-Nisi
- Nisiogi-Kita
- Nisiogi-Minami
- Nisi-Ogikubo
- Ogikubo
- Omija
- Simizu
- Simo-Igusza
- Simo-Takaido
- Soan
- Takaido-Higasi
- Takaido-Nisi
- Umezato
- Wada
- Zenpukudzsi, Szuginami

## Politika
Történelmileg a tartomány a liberális aktivisták felé hajlott. 1954-ben a helyi háziasszonyok benyújtottak egy "Szuginami Fellebbezés" nevű petíciót,amely az egész országban elterjedt és végül összesen 20 millió aláírást gyűjtöttek össze. 2005-ben Szuginami is kivette a részét abból a harcból, mely során az állampolgárok petíciót nyújtottak be a nemzeti tankönyvekben megjelenő történelmi újraértelmezés ellen, ugyanis a vitatott könyvekben a második világháború alatt elkövetett japán tetteket indokoltnak tekintették. Szuginami egy rendelet is jogerőre juttatott, amelyben korlátozták a kihelyezett biztonsági kamerák számát. 
A betörések ellen, amely a 2002-es évben az 1710 esettel rekordot állított, a kerület egy különleges bűnözés ellenes programot állított össze. A programnak a Virág Művelet nevet adták. A kerület arra biztatta a helybelieket, hogy ültessenek virágokat úgy, hogy azok az utcára nézzenek. A hosszútávú cél az volt, hogy emeljék a környék éberségét (a virágok öntözése vagy ápolásakor szükségszerűen az ablakhoz mennek). Ezen kívül 9600 önkéntest toboroztak járőrözéshez, 200 biztonsági kamerát helyeztek el a legveszélyesebb környékeken, ezen kívül napi szintű e-mailes tájékoztatást vezettek be. A program megkezdése után a betörések száma 80%-kal csökkent, azaz 2008-ban már csak 390 hasonló bűncselekményt számoltak össze.  
2010-től Tanaka Rjo ül a polgármesteri székben. 

## Közlekedés

### Vasúthálózat
- Kelet-Japán Vasúttársaság
  - Csúó fővonal, Csúó-Szóbu vonal: Koendzsi, Aszagaja, Ogikubo, Nyugat-Ogikubo állomások
- Keió Vállalat
  - Keió vonal: Hachiman-yama állomás
  - Keió Inokashira Vonal: Eifuku-Csó, Nyugat Eifuku, Hamada-yama, Takaido, Fudzsimi-ga-oka, Kuga-yama állomások
- Seibu Vasúttársaság
  - Szeibu Sindzsuku vonal: Simu-Igusza, Iogi, Kami-Igusza állomások
- Tokiói metró
  - Tokió Metró Marunócsi Vonal: Honancsó(szárnyvonal); Higasi Koendzsi, Sin-Koendzsi, Kelet Aszagaja, Ogikubo állomások

### Úthálózat
- Nemzeti országutak: Nemzeti Autópálya 20 (Kósú-kaidó)
- Kan-nana Dori (7-es számú körút)
- Kan-pacsi Dori (8-as számú körút)

## Oktatás
Szuginamiban állami általános és középiskolákat működtetnek.
Az állami iskolákat a Tokió Városi Állami Oktatásügyi Bizottsága irányítja.
- Nisi (Nyugati) Középiskola
- Nogei Középiskola
- Ogikubo Középiskola
- Szuginami Középiskola
- Szuginami Szogo Középiskola
- Szuginami Szakközépiskola
- Tojotama Középiskola

Nemzetközi iskolák: 
- 9-es számú Tokiói Koreai Általános Iskola (東京朝鮮第九初級学校) - Észak-Koreával áll összeköttetésben

## Gazdaság

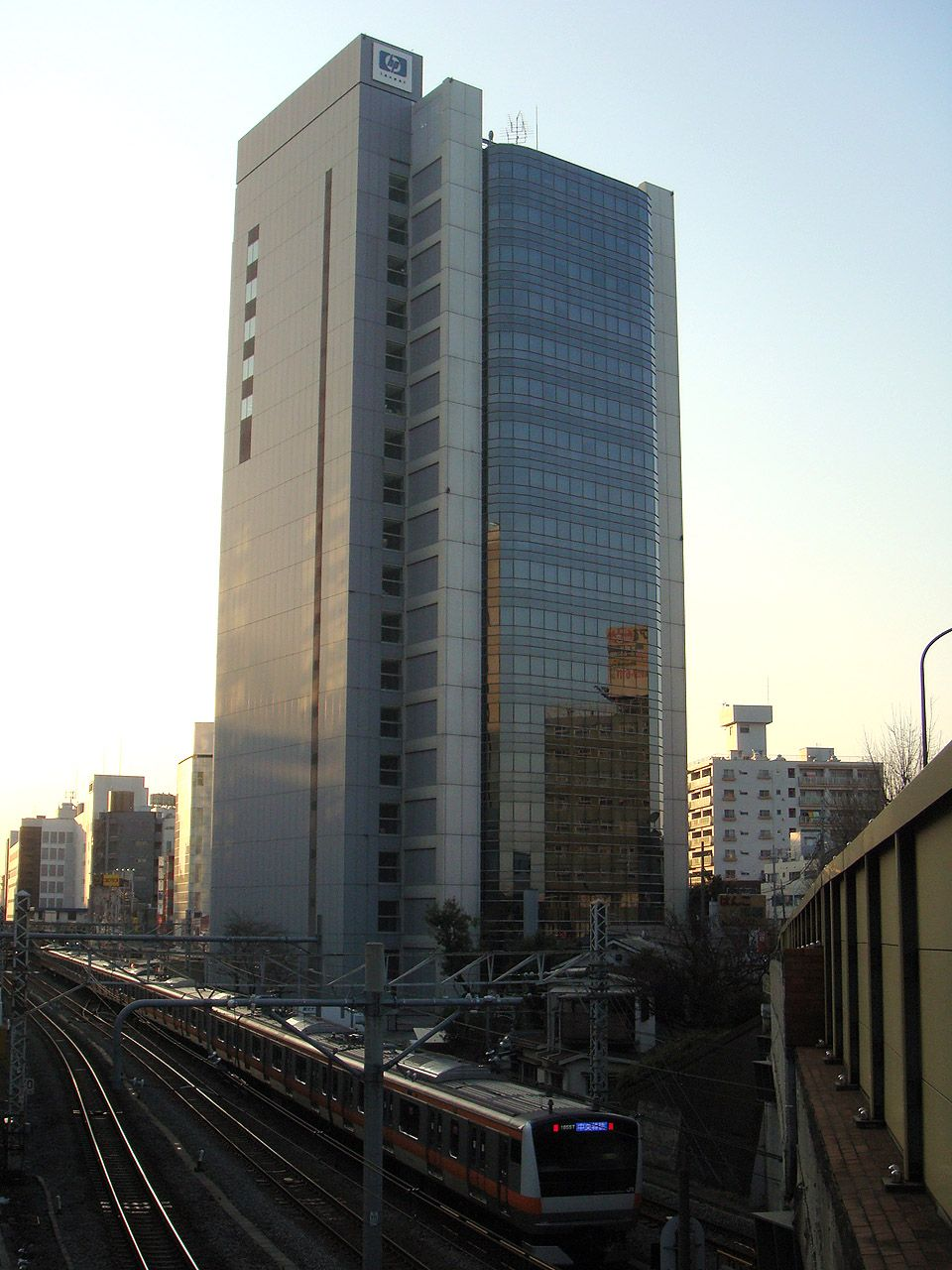
Hewlett-Packard ogikuboi iroda, Japán

### Rajzfilmkészítés
Szuginamiban számos animációs stúdió van. A Bones központja Iguszaban, a Sunrise-é Kami-Igasza Állomáson helyezkedik el a Szeibu Sindzsuku vonalon. A Bones-t a Sunrise egykori tagjai alapították és ma is gyakran segít egymásnak a két cég. A Satelight stúdiót ugyan Szapporóban alapították, de Aszagaja környékére került át 2006-ban. Továbbá sok kisebb stúdiót alapítottak itt: 2006-ban például az ország összesen 400 stúdiójából több, mint hetvenet számoltak össze Szuginami kerületében.

### Japán cégek
A kommunikációs és elektronikai óriás, az Iwatsu Electronics központja Kugayama-ban van.

### Külföldi cégek
A Hewlett-Packard Japan két irodát üzemeltet itt: az Ogikubo és a Takaido irodákat.  
A Microsoftnak Izumi-ban, a Daitabasi Aszahi Szeimei épületében van egy kirendeltsége. 

### Korábbi gazdasági tevékenységek
Az állami intézmények előtt a Data East-nek is Suginamiban volt a központja.

## Látnivalók
- Omija Hacsiman Szentély
- Szuginami Kokaido: a Japán Filharmonikus Orkesztrának otthont adó koncertterem[2]
- Suginami Animációs Múzeum: egy kis múzeum, ahol betekinthetünk színházba, könyvtárba, történelmi áttekintést kaphatunk a japán animációról angolul is, magyarázattal bővítve.

## Fordítás
Ez a szócikk részben vagy egészben  a   Suginami című angol Wikipédia-szócikk ezen változatának fordításán alapul.  Az eredeti cikk szerkesztőit annak laptörténete sorolja fel. Ez a jelzés csupán a megfogalmazás eredetét és a szerzői jogokat jelzi, nem szolgál a cikkben szereplő információk forrásmegjelöléseként.